# U 737
U 737 war ein Unterseeboot des Typs VII C, das durch die deutsche Kriegsmarine während des U-Boot-Krieges im Nordmeer gegen alliierten Geleitzüge  eingesetzt wurde. Zudem richtete die Besatzung auf Spitzbergen eine automatische Wetterfunkstation ein.

## Technische Daten
Auf der Schichau Werft wurden zwischen 1941 und 1944 insgesamt 62 VII-C-Boote gefertigt. Die Werft war unmittelbar nach der Besetzung Polens in das U-Bootbauprogramm miteinbezogen worden und mit dem Bau dieser sogenannten „Atlantikboote“ beauftragt. Ein VII-C-Boot hatte eine Länge von 66,5 m und verdrängte 760 t Wasser. Es machte über Wasser, angetrieben durch den 3000 PS starken Dieselantrieb, bis zu 17 Knoten Fahrt und hatte eine maximale Reichweite von 9500 Seemeilen.

## Einsatz und Geschichte
U 737 war zunächst der 8. U-Flottille in Danzig als Ausbildungsboot unterstellt. Der Kommandant Oberleutnant zur See Poeschel unternahm in dieser Zeit Ausbildungsfahrten in der Ostsee zum Training der Besatzung und zum Einfahren des Bootes. Anfang Juli 1943 wurde U 737 dann der 13. U-Flottille zugeteilt, wo es bis zu seiner Versenkung verblieb. In dieser Zeit absolvierte das Boot zehn Unternehmungen unter drei Kommandanten. U 737 gehörte mehreren U-Bootgruppen an, die nach Maßgabe der von Karl Dönitz entwickelten Rudeltaktik das Gefecht mit den alliierten Nordmeergeleitzügen suchten, die die eisfreien Häfen im Norden der Sowjetunion ansteuerten. Außerdem war das Boot mit dem Ausbringen von Wetterfunkgeräten betraut, automatischen Stationen, die selbständig Wetterdaten erheben und weitergeben konnten. Unter dem Kommando von Oberleutnant zur See Paul Brasack griff U 737 zudem alliierte Wetterbeobachtungseinrichtungen auf Spitzbergen an. Am 6. März 1944 wurde das Boot von einem britischen Flugzeug attackiert. Kommandant Brasack entschied sich, den Angreifer mit Flak zu bekämpfen. U 737 wurde in dieser Auseinandersetzung infolge mehrerer Wasserbombentreffer stark beschädigt und musste die Unternehmung abbrechen.

### Hermann und Edwin
Im Juni 1944 wurde Kommandant Brasack angewiesen, von Narvik aus nach Hammerfest zu verlegen und von dort aus nach Tromsö zu fahren. Hier nahm U 737 am 15. Juni zwei Spezialisten des Marinewetterdienstes (MWD) und ein Wetterfunkgerät Land (WFL) an Bord, das auf der Bäreninsel aufgestellt werden sollte. Zwei Tage später wurde das WFL, das den Decknamen „Hermann“ trug, im Zielgebiet angelandet. Die WFL der Kriegsmarine erhielten ihre Bezeichnung nach den MWD-Spezialisten, die vor Ort mit der Aufstellung betraut waren, in diesem Fall Regierungsrat Dr. Hermann Person. Am 18. Juni kehrte U 737 nach Hammerfest zurück. Hier wurde Brasack am 22. Juni mit der Abholung des Wettertrupps Kreuzritter beauftragt, der auf Nord-Spitzbergen eine gleichnamige Wetterstation betrieb. Das Boot erreichte den Standort von Kreuzritter am 30. Juni. Hier wurde der Wettertrupp an Bord genommen und ein weiteres WFL aufgestellt – Codename „Edwin“, nach Regierungsrat Edwin Stoebe, der als Ingenieur bei der Firma Siemens an der Entwicklung der Wetterfunkgeräte maßgeblich beteiligt gewesen war.

### Versenkung
Mitte Dezember 1943 entschied sich die U-Bootführung, den britischen Flottenstützpunkt Scapa Flow mit insgesamt acht U-Booten zu blockieren. Zu dieser Unternehmung lief auch U 737 am 6. Dezember von Narvik aus und steuerte zunächst zur Ausrüstung Trondheim an. Da die U-Bootführung dem unerfahrenen Kommandanten  Friedrich-August Gréus den Einsatz nicht zutraute, wurde schließlich doch davon abgesehen, U 737 in die versuchte Blockade des britischen Flottenstützpunktes miteinzubeziehen. Das Boot wurde nach Narvik zurückbeordert. U 737 lief am 14. Dezember 1944 von Trondheim in Richtung Narvik aus. Zwölf Tage später kollidierte das Boot beim Einlaufen in Narvik mit einem Minenräumschiff und sank. Dabei kamen 31 Besatzungsmitglieder ums Leben, 20 konnten gerettet werden – darunter Oberleutnant zur See Gréus.